# Ryszard Zbróg
Ryszard Stanisław Zbróg (ur. 23 maja 1937, zm. 13 września 2014 w Kielcach) – polski działacz państwowy i gospodarczy, menedżer i inżynier, w latach 1980–1990 przewodniczący Prezydium WRN w Kielcach.

## Życiorys
Syn Stanisława i Heleny. W młodości zawodnik piłki nożnej. Ukończył studia z inżynierii budownictwa na Politechnice Śląskiej, kształcił się podyplomowo na Politechnice Warszawskiej i Politechnice Świętokrzyskiej oraz zdobył uprawnienia budowlane. Przez wiele lat związany z Kieleckim Przedsiębiorstwem Budownictwa Przemysłowego, gdzie był kolejno kierownikiem budowy i biura projektów, naczelnym inżynierem oraz dyrektorem naczelnym. Został także pełnomocnikiem ministra budownictwa ds. budowy Zakładów Metalurgicznych Maszyn Budowlanych. Po odejściu z KPBP przez dwa lata kierował Regionalną Agencją Poszanowania Energii w Radomiu, następnie od 2002 prowadził działalność gospodarczą. Wykładał także na Politechnice Świętokrzyskiej.
Od 1980 do 1990 zajmował stanowisko przewodniczącego Prezydium Wojewódzkiej Rady Narodowej w Kielcach. Nie należał do PZPR, choć miał bliskie związki z partią. Od 1990 należał do Staropolskiej Izby Przemysłowo-Handlowej, w 1999 został jej przewodniczącym. Działał m.in. na rzecz utworzenia odrębnego województwa świętokrzyskiego w Ruchu Obrony Regionu Staropolskiego. Wszedł w skład prezydium Krajowej Izby Gospodarczej w Warszawie i Świętokrzyskiej Okręgowej Izby Inżynierów Budownictwa.